# Oberkirchen (Gemeinde Hollenstein)
Oberkirchen ist eine Ortschaft und eine Katastralgemeinde der Gemeinde Hollenstein an der Ybbs im Bezirk Amstetten in Niederösterreich.

## Geschichte
Laut Adressbuch von Österreich waren im Jahr 1938 in Oberkirchen mehrere Landwirte ansässig.

## Siedlungsentwicklung
Zum Jahreswechsel 1979/1980 befanden sich in der Katastralgemeinde Oberkirchen insgesamt 177 Bauflächen mit 48126 m² und 62 Gärten auf 273875 m², 1989/1990 waren es 178 Bauflächen. 1999/2000 war die Zahl der Bauflächen auf 231 angewachsen und 2009/2010 bestanden 155 Gebäude auf 163 Bauflächen.

## Landwirtschaft
Die Katastralgemeinde ist forstwirtschaftlich geprägt. 534 Hektar wurden zum Jahreswechsel 1979/1980 landwirtschaftlich genutzt und 4.398 Hektar waren forstwirtschaftlich geführte Waldflächen. 1999/2000 wurde auf 448 Hektar Landwirtschaft betrieben und 4.746 Hektar waren als forstwirtschaftlich genutzte Flächen ausgewiesen. Ende 2018 waren 448 Hektar als landwirtschaftliche Flächen genutzt und Forstwirtschaft wurde auf 4.729 Hektar betrieben. Die durchschnittliche Bodenklimazahl von Oberkirchen beträgt 24,2 (Stand 2010).